# Robert N. Bellah
Robert Neelly Bellah (23. února 1927 Oklahoma, USA – 31. července 2013) byl americký sociolog, který zastává funkci profesora na Kalifornské univerzitě v Berkeley. Asi nejznámější Bellahova teorie je jeho koncept tzv. amerického občanského náboženství (American civil religion), viz též občanské náboženství.
Vystudoval Harvardovu univerzitu, kde byl studentem Talcotta Personse. V roce 1955 zde obdržel doktorský titul. Po dostudování na různých pozicích dále zůstal v roli pracovníka až do roku 1967. Poté se přemístil na University of California, kde působil až do konce svého života.